# Malika Oufkir
Malika Oufkir (àrab: مليكة أوفقير, Malīka Ūfqīr) (Marràqueix, 2 d'abril de 1953) és una escriptora amaziga marroquina i antiga «desapareguda». És filla del general Mohammed Oufkir i cosina de l'escriptora i actriu marroquina Leila Shenna.

## Biografia
És la filla gran de Mohammed Oufkir i és cristiana amaziga. Els seus germans són Abdellatif, Myriam (Mimi), Maria, Soukaina i Raouf. El general Mohammed Oufkir va ser ministre de l'Interior, ministre de Defensa i cap de les forces armades. Gaudia del favor del rei Hassan II, i esdevingué la figura més poderosa al Marroc després del rei durant la dècada de 1960 i principis de 1970. Amb cinc anys va ser adoptada pel rei Mohammed V del Marroc (pare de Hassan II) per ser educada amb la princesa Lalla Mina. Com era habitual, s'allotjava al palau reial de Rabat. Va ser criada com una princesa de sang reial. D'adolescent era recordada com una nena mimada i grollera (escortes militars quan viatjava a la ciutat, insolència o violència contra els guàrdies de seguretat).
Però després d'intentar assassinar el rei i la delegació marroquina que tornava de França en un Boeing 727, en el marc del cop d'estat en 1972, el general Oufkir va ser detingut i després executat. Inicialment Malika Oufkir i la seva família foren confinades en arrest domiciliari al sud del Marroc entre 1973 i 1977. Posteriorment tota la família del general Oufkir va ser enviada durant 15 anys a una presó secreta al desert del Sàhara en condicions duríssimes. Després d'escapar, van ser posats en llibertat sota arrest domiciliari el 1987. El 1991 es comptaven entre nou presos polítics alliberats. El 16 de juliol de 1996, amb 43 anys, Malika Oufkir va emigrar a París acompanyada del seu germà Raouf i la seva germana Soukaina.
La vida de Malika Oufkir ha inspirat a molts a advocar pels drets dels presos polítics. Ella i els seus germans es convertiren de l'Islam al catolicisme, i va escriure en el seu llibre La prisonnière: "havíem rebutjat l'Islam, que no ens havia portat res de bo, i vam optar pel catolicisme." En la introducció del llibre de Malika Oufkir la coautora Michèle Fitoussi va escriure: "Tot i que hi havia tantes diferències entre nosaltres, de fons, cercles socials, fills, professió i fins i tot de religió –ella és musulmana i jo sóc jueva– som de la mateixa generació...". Això indica clarament que Malika Oufqir va romandre musulmana malgrat resar oracions cristianes en intentar escapar, però després va abraçar totalment el cristianisme. La seva mare seguia sent musulmana, però els seus germans són cristians. "En la nostra família", afirma, "el Nadal sempre havia estat sagrat. Fins i tot a palau, on l'Islam era dominant, el Nadal era encara Nadal". Oufkir es va casar amb Eric Bordreuil el 10 d'octubre de 1998. Es van casar a l'ajuntament del 13è districte de París.
La seva mare Fatéma ha escrit un llibre menys apassionat però més interessant per l'estudi històric de qui ha estat (involuntàriament) víctima del règim i de llurs dirigents.

## Obres
- La Prisonnière, amb Michèle Fitoussi, LGF, 2000 ISBN 2-253-14884-9
- L'Étrangère, Grasset, 2006 ISBN 2-246-70901-6